# San Babila ore 20: un delitto inutile
San Babila ore 20: un delitto inutile è un film italiano del 1976 diretto da Carlo Lizzani.
Il film prende spunto dall'omicidio di Alberto Brasili, avvenuto nel 1975.

## Trama
Milano. Nell'arco di un'unica giornata si snodano le vicende di quattro ragazzi; tre milanesi: Michele, Franco e Fabrizio e uno, Alfredo, immigrato campano. I primi due sono di elevata estrazione sociale, il terzo ha delle occupazioni non precisate, mentre l'ultimo è un lavoratore precario che ha già scontato un breve periodo di detenzione a seguito di una violenza sessuale poi riparata attraverso il matrimonio con la vittima; tutti aderenti all'estrema destra.
Il mattino inizia con la partecipazione alle esequie di un gerarca del ventennio al termine delle quali essi ironizzano sulla "morbidezza" e sulla "nostalgia" degli adulti presenti, auspicando un innalzamento del livello di scontro e, prima di separarsi, danneggiano con delle catene dei motorini parcheggiati di fronte al liceo Beccaria.

Piazza San Babila in una scena del film

Fabrizio va al bar Sundown di piazza San Babila, ritrovo abituale di neofascisti e, messo alle strette da un poliziotto del quale è confidente al corrente della sua bravata davanti al liceo, gli indica, in cambio di soldi, l'autore di una rapina su cui l'agente sta indagando facendolo arrestare; intanto i due studenti subiscono una contestazione in classe a causa di un tema scritto da Miki che suscita il disaccordo dei loro compagni. All'uscita di scuola Franco incontra la madre, venuta a prenderlo per accompagnarlo a casa, ma egli soffre dell'atteggiamento troppo protettivo della donna che, a suo pensare, non prende sul serio il suo impegno politico e la manda via in malo modo.
Intorno a mezzogiorno, un gruppo di neofascisti, tra i quali Fabrizio, dopo aver tracciato con lo spray alcune svastiche sulla vetrina di un negozio di abbigliamento appartenente ad una famiglia ebrea, lanciano con la fionda delle biglie di ferro ai passanti, intervenuti per cancellare i simboli nazisti. Poco dopo Fabrizio viene raggiunto da Miki e da Franco e, durante un giro in macchina, i tre rimorchiano Lalla, un'ingenua ragazza, allo scopo di divertirsi con lei, dopodiché si recano nel negozio di Alfredo; il gruppo manda avanti Franco ma egli, timido ed impacciato, riesce solo a seviziarla con un manganello, minacciando poi di sfregiarla se rivelerà agli amici quanto è successo.
Miki, rientrato a casa, a tavola ha un violento scontro col padre; nel frattempo Franco e Alfredo si allenano al tiro al bersaglio insieme ad altri camerati in un poligono. Alfredo, non potendo permettersi di noleggiare un'arma, chiede all'amico di poter usare la sua e questi rifiuta ma un altro camerata gli presta la propria pistola. Una volta usciti lo sconosciuto camerata gli offre la possibilità di guadagnare trecentomila lire per la consegna di una valigetta dal contenuto segreto ma egli non può accettare a causa del suo lavoro, rendendosi tuttavia disponibile per future collaborazioni. Subito dopo l'immigrato ruba una moto per recarsi al negozio dove giunge in ritardo accampando come scusa al proprietario l'ennesimo sciopero degli autobus. Improvvisamente mentre Alfredo si sta sfilando il giaccone da una tasca cade un coltello a serramanico; inizialmente il giovane cerca di minimizzare, ma, evidentemente galvanizzato dai recenti avvenimenti, ai commenti negativi del suo datore di lavoro risponde rivelandosi come estremista di destra e minacciando ripercussioni in caso di un eventuale licenziamento, poi annuncia che la sua giornata lavorativa termina in quel preciso momento. Successivamente egli si reca in un negozio di calzature dove indossa un paio di costosi stivali; non potendone però coprire l'intero acquisto sfida due commesse a sfilarglieli dai piedi e poi se ne va lasciandole entrambe allibite ed impaurite.
Nel pomeriggio i ragazzi si ritrovano in piazza San Babila ed assistono ad un corteo di sinistra a cui fa seguito il tentativo di aggressione ad un partecipante rimasto isolato: il giovane riesce a scappare dopo avere colpito Miki al labbro ed il gruppo di neofascisti inscena a sua volta una sorta di marcia, contestando le forze dell'ordine che non sono intervenute. La rabbia di Michele per il colpo ricevuto sfocia nell'ideazione di un attentato dinamitardo ad una sede di sinistra ed allo scopo viene incaricato Franco, il più debole del gruppo, che tuttavia, una volta entrato nel locale, preso dalla paura non accende la miccia della carica di dinamite sostenendo con i suoi camerati che era troppo umida.
I quattro salgono in macchina e, subito dopo travolgono un banchetto informativo di alcune femministe. Il pomeriggio prosegue con l'ennesima bravata: l'acquisto in un sexy shop di alcuni falli di gomma con i quali il gruppo si diverte molestando i passanti; lo scherzo si risolve con il fermo dei giovani e la relativa denuncia per atti osceni in luogo pubblico; l'unico ad evitare l'arresto è Franco che, non visto, riesce a gettare a terra il suo accessorio erotico prima di essere fermato.
Giunge la sera ed i tre rilasciati stanno tornando in piazza San Babila quando Fabrizio si separa dal gruppo perché avvicinato da un giornalista; in cambio di soldi il ragazzo gli rivela informazioni sul fallito attentato, mentre l'altro, già al corrente del fatto, aggiunge che la miccia della carica ritrovata nella sede non è stata accesa. Poco dopo Fabrizio incontra Franco in un bar; il primo già al corrente circa il reale svolgimento dell'incontro sessuale tra il giovane e Lalla lo ricatta, minacciando di riportare entrambi gli eventi agli altri camerati, perciò lo induce a compiere un'azione che lo riabiliti ai suoi occhi: l'omicidio di un "compagno".
Girando tra le vie i quattro vedono una coppia di giovani che passeggiano ed il loro abbigliamento gli fa pensare che siano le loro vittime ideali ed iniziano a seguirli. Franco, riluttante ed impaurito, inizialmente cerca di sviare gli altri ma senza successo perché alla fine i due, bloccati sotto un portico, vengono accoltellati da tutti e quattro i componenti del gruppo: l'uomo rimane ucciso e la donna viene ferita. Dopo essersi dati alla fuga i quattro si separano: Franco corre in lacrime dalla madre e presumibilmente le racconta l'accaduto mentre gli altri tre proseguono la serata in una sala giochi dopo che Fabrizio ha consegnato il coltello a Lalla, incontrata per caso, chiedendole di farlo sparire, cosa che la ragazza fa buttando il coltello in un cestino, ma poi informando la polizia e guidandola all'identificazione dei tre giovani nella sala giochi. La polizia li accerchia all'uscita.

## Produzione
La storia nasce da un'idea di Carlo Lizzani e Mino Giarda. Si tratta di un fatto di cronaca realmente accaduto a Milano il 25 maggio del 1975: l'uccisione di Alberto Brasili in via Mascagni, non lontano da piazza San Babila, ad opera dei neo-fascisti Antonio Bega, Enrico Caruso, Giorgio Nicolosi, Pietro Croce e Giovanni Sciavicco (quest'ultimo diciassettenne). La sceneggiatura fu scritta da Lizzani e Giarda insieme ad Ugo Pirro.
L'idea di Lizzani era quella di raccontare il fatto di cronaca, senza ingaggiare dei divi per dare più credibilità e drammaticità al racconto e, pertanto, si realizzò un film neorealistico con attori completamente sconosciuti, selezionati in seguito a molti provini.
Le manifestazioni politiche riprese nel film sono state girate con la macchina da presa nascosta dentro un furgone mentre agli attori ed alle comparse si univano spontaneamente avventori di strada, tra i quali iniziavano veri tafferugli per sedare i quali fu necessario l'intervento della forza pubblica.
Le riprese del film sono avvenute nell'autunno del 1975, e uscì nelle sale cinematografiche nell'aprile dell'anno successivo.
L'automobile di Miki, usata dai quattro ragazzi, è una Citroën Méhari.

## Accoglienza

### Critica
Secondo il critico Paolo Mereghetti la pellicola, pur non priva di alcuni difetti (gli dà solo due stelle), risulta essere un ancor valido documento utile per meglio comprendere l'epoca storica degli avvenimenti narrati, in particolare per quanto riguarda il neofascismo milanese degli anni settanta. Morando Morandini è ancora più severo (una stella e mezzo), scrivendo chiaramente che "il film funziona male a tutti i livelli: la messa a fuoco delle motivazioni psicologiche è approssimativa, la struttura narrativa è artificiale per eccesso di accumulazione, nessuno dei ragazzi (attori non professionisti), sia pure con le facce giuste, diventa personaggio".
Il film ha avuto vari riconoscimenti ed apprezzamenti da altra parte della critica ed ha ricevuto una nomination al Festival di Mosca.